# Landtag della Bassa Sassonia
Il Landtag della Bassa Sassonia (Dieta statale della Bassa Sassonia, in tedesco: Niedersächsischer Landtag) è l'assemblea legislativa monocamerale dello stato tedesco della Bassa Sassonia, composta da 146 membri. La sede del parlamento è il Leineschloss a Hannover.